# Linhomoeus timmi
Linhomoeus timmi is een rondwormensoort uit de familie van de Linhomoeidae. De wetenschappelijke naam van de soort is voor het eerst geldig gepubliceerd in 1963 door Inglis.